# Thiania
Thiania es un género de arañas saltarinas de la familia Salticidae.

## Especies
- Thiania abdominalis Żabka, 1985
- Thiania bhamoensis Thorell, 1887
- Thiania cavaleriei Schenkel, 1963
- Thiania chrysogramma Simon, 1901
- Thiania coelestis (Karsch, 1880)
- Thiania cupreonitens (Simon, 1899)
- Thiania demissa (Thorell, 1892)
- Thiania formosissima (Thorell, 1890)
- Thiania gazellae (Karsch, 1878)
- Thiania humilis (Thorell, 1877)
- Thiania inermis (Karsch, 1897)
- Thiania jucunda Thorell, 1890
- Thiania latefasciata (Simon, 1877)
- Thiania latibola Zhang & Maddison, 2012
- Thiania luteobrachialis Schenkel, 1963
- Thiania pulcherrima C. L. Koch, 1846
- Thiania simplicissima (Karsch, 1880)
- Thiania sinuata Thorell, 1890
- Thiania suboppressa Strand, 1907
- Thiania subserena Simon, 1901
- Thiania tenuis Zhang & Maddison, 2012
- Thiania viscaensis Barrion & Litsinger, 1995
- Thiania zabkai Logunov, 2021